# Cynolebias akroa
Cynolebias akroa é uma espécie de peixe do gênero Cynolebias. É uma espécie críticamente ameaçada. Foi descrito no estado brasileiro da Bahia em 2018 e é endêmico do Rio São Francisco.